# 奧納韋 (愛達荷州)
奧納韋（英語：Onaway）是一個位於美國愛達荷州拉塔縣的城市。

## 地理
奧納韋的座標為46°55′43″N 116°53′21″W / 46.92861°N 116.88917°W，而該地的平均海拔高度為799米（即2621英尺）。

## 人口
根據2020年美國人口普查的數據，奧納韋的面積為0.39平方千米，當中陸地面積為0.39平方千米，而水域面積為0.00平方千米。當地共有人口196人，而人口密度為每平方千米502.56人。